# Iers Open 2012

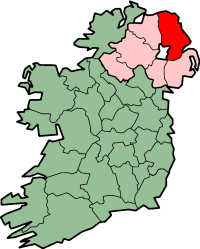
Antrim.

Het Iers Open is een golftoernooi van de Europese PGA Tour. In 2012 wordt het van 28 juni tot 1 juli gespeeld op de Royal Portrush Golf Club in Antrim. Voor het eerst sinds 1953 wordt het Iers Open in Noord-Ierland gespeeld, en voor het eerst op Portrush.
Voor het begin van het toernooi waren alle toegangskaarten al verkocht, 27.000 per dag. Zelfs bij de Pro-Am op woensdag waren ruim 14.000 toeschouwers.

## Verslag
De Pro-Am werd met een teamscore van -28 gewonnen door het team van Simon Dyson, net als in 2011, toen hij later ook dit toernooi won. Er waren een aantal familieteams, zo speelde Darren Clarke met zijn vader Godfrey en zijn zoon Tyrone;  

#### Ronde 1

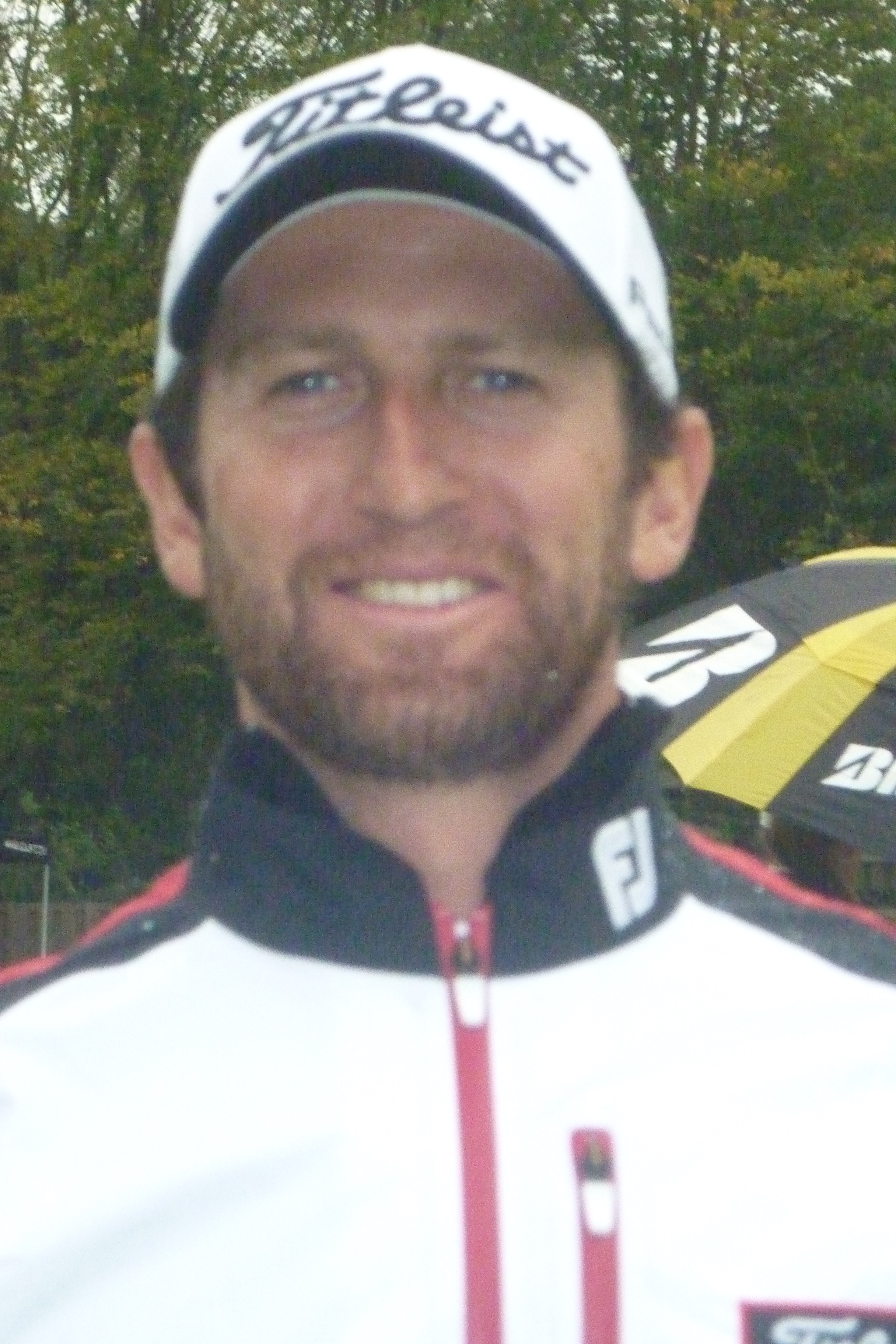
Bourdy

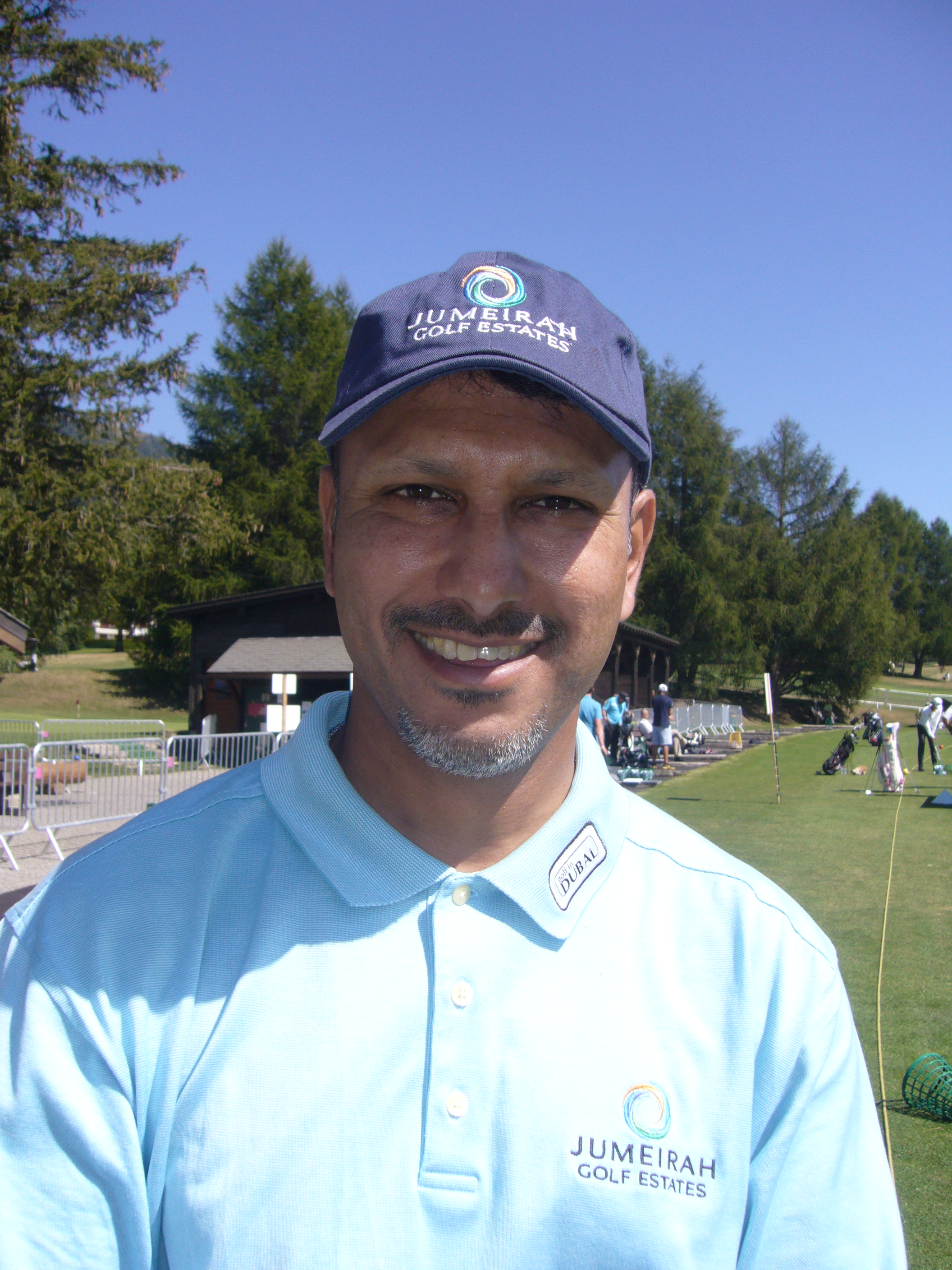
Singh

Hoewel het hard regende, maakte Mark Foster een score van 31 over de eerste negen holes. Hij eindigde met 66 met Matthew Zions en Andrew Marshall op een gedeeld eerste plaats, maar later werden ze ingehaald door Grégory Bourdy en Jeev Milkha Singh, die op de eerste negen holes zes birdies maakte. Knap van de Noord-Indiër, die in Chandigarh opgroeide, waar geen links banen zijn.
's Middags werd het spelen gedurende 98 minuten onderbroken wegens onweer. De laatste spelers kwamen nog net binnen voordat het te donker werd om te spelen.
Het baanrecord van Portrush staat op naam van Rory McIlroy, die hier op 16-jarige leeftijd een ronde van 61 maakte, net als tijdens het Noord-Iers Amateur Open op de Dunluce Links. Voor ronde 1 noteerde hij ditmaal 72. Van de andere tien Noord-Ierse spelers bleven er zeven onder par.

#### Ronde 2
Lorenzo Gagli had een mooie start met zeven birdies in de eerste elf holes. Hij eindigde ronde 2 met een score van 66 (-6) en deelde met een totaal van -10 even de leiding met Bourdy. Deze was toen pas op hole 6, hij eindigde weer aan de leiding. Nicolas Colsaerts had een slechte ronde en miste de cut. Derksen en Luiten hadden een goede ronde en zijn door naar het weekend.

#### Ronde 3
Bourdy stond na zes holes op +3, en Jamie Donaldson op -3. Donaldson kwam met een totaal aan de leiding met -12 en Bourdy speelde nog een paar slechte holes en zakte naar de 30ste plaats. Anthony Wall maakte een tweede ronde van 67 en kwam met een totaal van -11 op de 2de plaats.

#### Ronde 4
Terwijl de top 7 spelers van het veld een birdie of eagle maakten op hole 2 (voor amateurs stroke index 18), verloor Anthony Wall daar drie slagen. Een slecht begin van zijn laatste ronde.

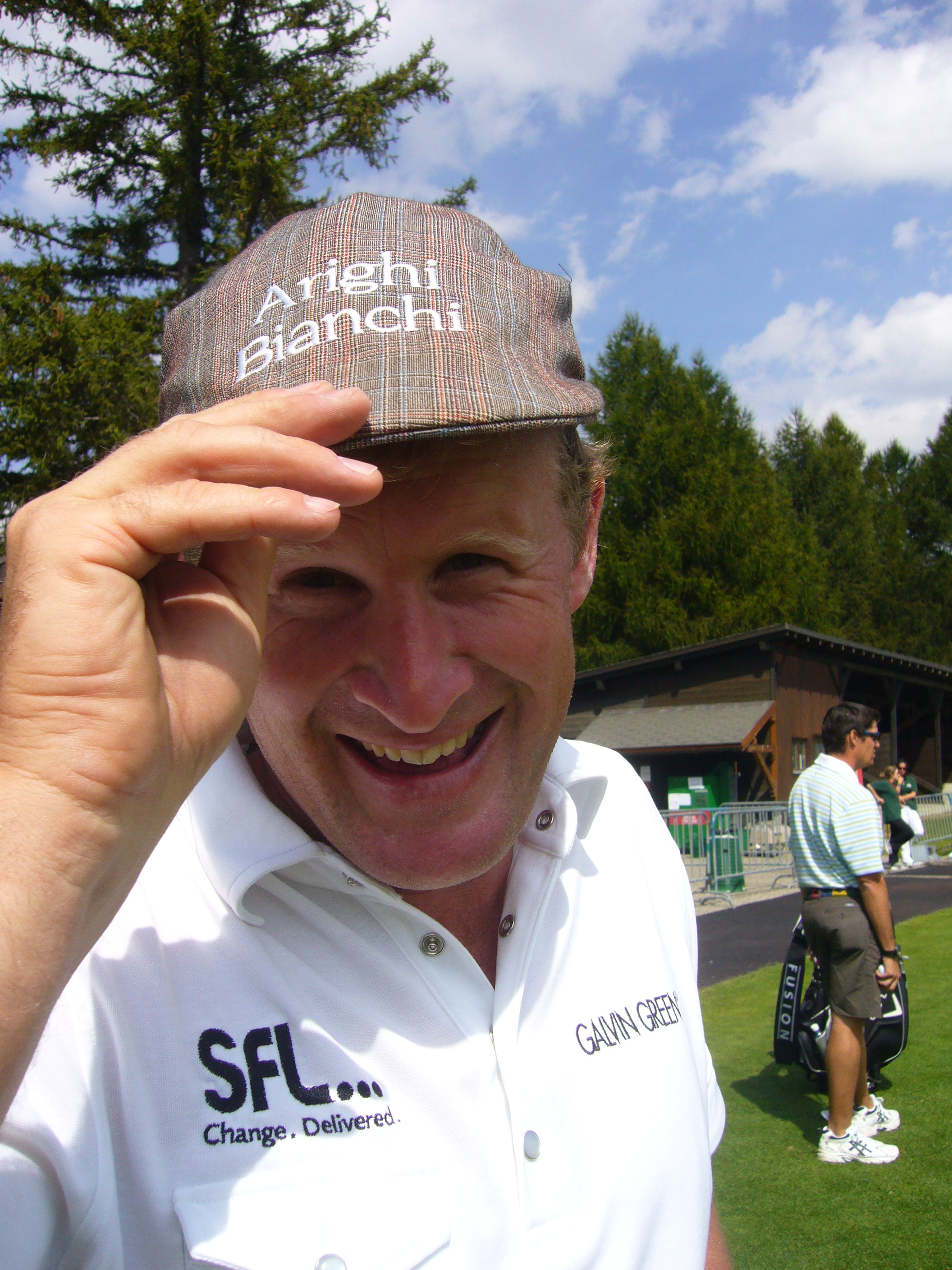
Donaldson

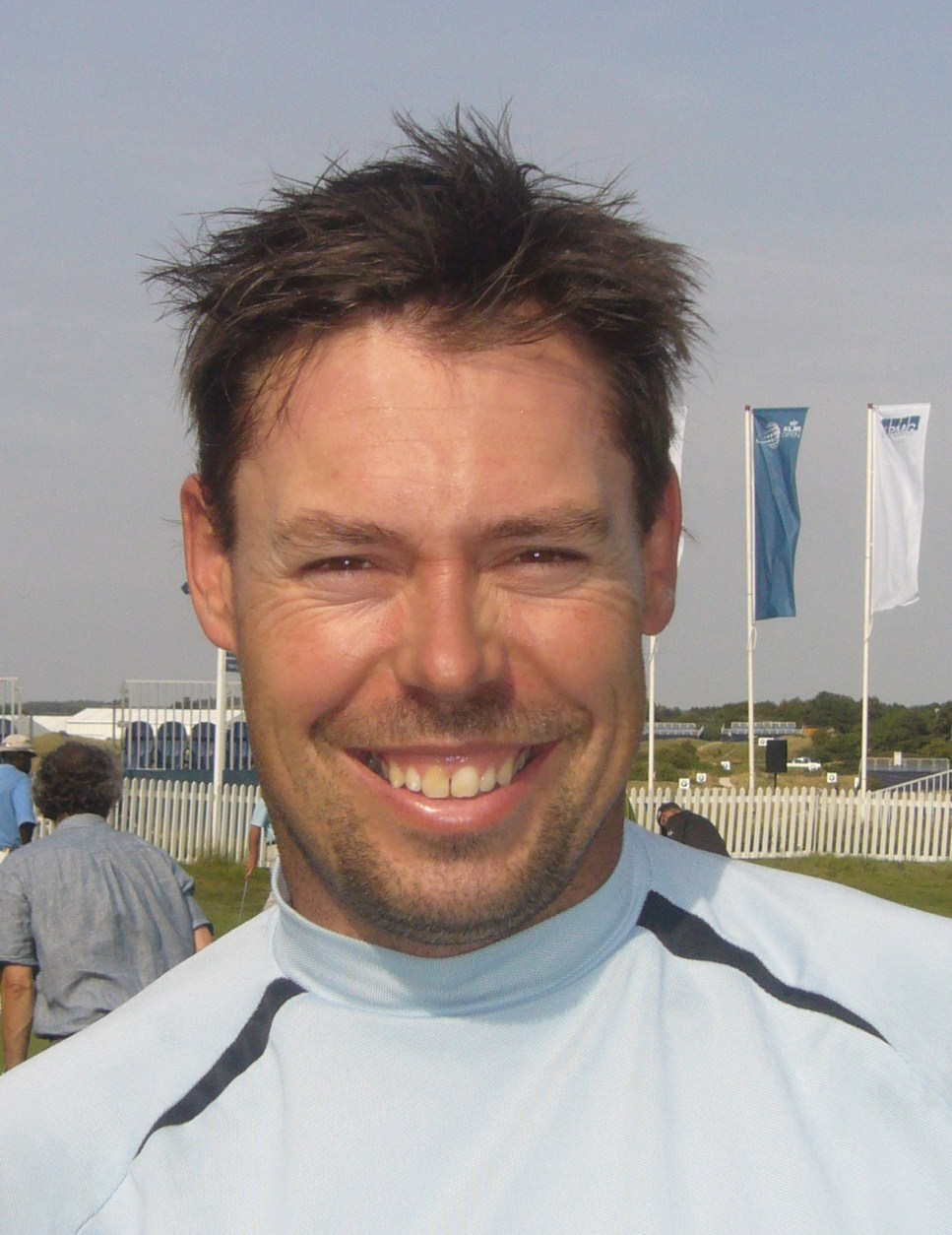
Lundberg

De laatste ronde leek vooral te gaan tussen Jamie Donaldson en Mikael Lundberg, die twee uren voor Donaldson startte. Lundberg speelde alsof hij niets te verliezen had. Na acht holes stond hij zeven slagen onder par en had hij de leiding overgenomen van Jamie Donaldson, die op dat moment net aan zijn laatste ronde begon. Na drie birdies in de eerste vier holes had Donaldson de leiding weer in handen. Lundberg eindigde na een bogey op de laatste hole op -13, hetgeen voorlopig de 2de plaats was. Donaldson stond op dat moment op -15 en moest nog acht holes spelen. Hij verruimde zijn voorsprong, eindigde met twee onnodige birdies en won met -18. Hij was de enige speler die alle rondes onder de 70 speelde, dit was zijn 255ste toernooi op de Tour en zijn eerste overwinning.
Rafael Cabrera Bello maakte op hole 16 zijn 6de birdie en kwam daarmee op -14. Hij haalde Lundberg in, net als  Fabrizio Zanotti, die een ronde zonder bogey maakte. Ook Anthony Wall eindigde op de 2de plaats ondanks zijn triple-bogey op hole 2.
- Scorebord

| Speler               | Ronde 1 | Ronde 1 | Nr   | Ronde 2 | Ronde 2 | Totaal | Nr  | Ronde 3 | Ronde 3 | Totaal | Nr  | Ronde 4 | Ronde 4 | Totaal | Nr  |
| -------------------- | ------- | ------- | ---- | ------- | ------- | ------ | --- | ------- | ------- | ------ | --- | ------- | ------- | ------ | --- |
| Jamie Donaldson      | 68      | -4      | T19  | 67      | -5      | -9     | T6  | 69      | -3      | -12    | 1   | 66      | -6      | -18    | 1   |
| Anthony Wall         | 67      | -5      | T9   | 71      | -1      | -6     | T17 | 67      | -5      | -11    | 2   | 69      | -3      | -14    | T2  |
| Rafael Cabrera Bello | 71      | -1      | T59  | 67      | -4      | -5     | T21 | 70      | -2      | -7     | T6  | 66      | -6      | -14    | T2  |
| Fabrizio Zanotti     | 69      | -3      | T33  | 71      | -1      | -4     | T39 | 68      | -4      | -8     | T5  | 66      | -6      | -14    | T2  |
| Mikael Lundberg      | 69      | -3      | T33  | 66      | -6      | -9     | T6  | 75      | +3      | -6     | T11 | 65      | -7      | -13    | T5  |
| Mark Foster          | 66      | -6      | T3   | 67      | -5      | -11    | 2   | 73      | +1      | -10    | T3  | 69      | -3      | -13    | T5  |
| Oliver Fisher        | 68      | -4      | T19  | 71      | -1      | -5     | T21 | 72      | par     | -5     | T25 | 66      | -6      | -11    | T9  |
| Francesco Molinari   | 70      | -2      | T53  | 67      | -5      | -7     | T10 | 73      | +1      | -6     | T11 | 67      | -5      | -11    | T9  |
| Matthew Zions        | 66      | -6      | T3   | 71      | -1      | -7     | T10 | 73      | +1      | -6     | T11 | 69      | -3      | -9     | T19 |
| Lorenzo Gagli        | 68      | -4      | T19  | 66      | -6      | -10    | T3  | 76      | +4      | -6     | T11 | 70      | -2      | -8     | T24 |
| Andrew Marshall      | 66      | -6      | T3   | 71      | -1      | -7     | T10 | 73      | +1      | -6     | T11 | 72      | par     | -6     | T30 |
| Jeev Milkha Singh    | 65      | -7      | T1   | 71      | -1      | -8     | T8  | 75      | +3      | -5     | T25 | 71      | -1      | -6     | T32 |
| Grégory Bourdy       | 65      | -7      | T1   | 67      | -5      | -12    | 1   | 80      | +8      | -4     | T30 | 71      | -1      | -5     | T34 |
| Robert-Jan Derksen   | 69      | -3      | T33  | 71      | -1      | -4     | T39 | 72      | par     | -4     | T30 | 74      | +2      | -2     | T51 |
| Joost Luiten         | 72      | par     | T94  | 69      | -3      | -3     | T52 | 78      | +6      | +3     | 68  | 74      | +2      | +5     | 66  |
| Jonas Saxton         | 72      | par     | T94  | 72      | par     | par    | MC  |         |         |        |     |         |         |        |     |
| Nicolas Colsaerts    | 67      | -5      | T9   | 78      | +6      | +1     | MC  |         |         |        |     |         |         |        |     |
| Maarten Lafeber      | 72      | par     | T94  | 74      | +2      | +2     | MC  |         |         |        |     |         |         |        |     |
| Tim Sluiter          | 76      | +4      | T139 | 70      | -2      | +2     | MC  |         |         |        |     |         |         |        |     |

| Leider |  | Toernooirecord |  | MC = missed cut = cut gemist |

## De spelers
| - Warren Abery - Felipe Aguilar - Fredrik Andersson Hed - Matthew Baldwin - Rich Beem - Richard Bland - Knut Børsheim - Grégory Bourdy - Gary Boyd - Keegan Bradley - Markus Brier - Rafael Cabrera Bello - Michael Campbell (2003) - Jorge Campillo - Alejandro Cañizares - S.S.P Chowrasia - Darren Clarke - George Coetzee - Robert Coles - Federico Colombo - Nicolas Colsaerts - Rhys Davies - Carlos Del Moral - Daniel Denison - Robert-Jan Derksen - David Dixon - Andrew Dodt - Jamie Donaldson - Bradley Dredge - David Drysdale - Edouard Dubois - Simon Dyson (2011) - Johan Edfors - Jamie Elson - Niclas Fasth - Gonzalo Fz-Castaño - Kenneth Ferrie - Darren Fichardt - Richard Finch - Oliver Fisher - Ross Fisher (2010) - Tommy Fleetwood - Oscar Florén - Mark Foster - Lorenzo Gagli - Stephen Gallacher - Jordi García - Ignacio Garrido - Ricardo González - Estanislao Goya - Branden Grace - Richard Green - Emiliano Grillo - Julien Guerrier | - Alex Haindl - Pádraig Harrington (2007) - Benjamin Hebert - Peter Hedblom - Michael Hoey - Keith Horne - David Horsey - David Howell - Sam Hutsby - Mikko Ilonen - Thongchai Jaidee - Scott Jamieson - Andrew Johnston - Michael Jonzon - Simon Khan - James Kingston - Søren Kjeldsen - Jbe' Kruger - Maarten Lafeber - Joakim Lagergren - José Manuel Lara - Paul Lawrie - Peter Lawrie - Craig Lee - Thomas Levet - Sam Little - Joost Luiten - Mikael Lundberg - David Lynn - Matteo Manassero - Andrew Marshall - Pablo Martín - Gareth Maybin - Graeme McDowell - Richard McEvoy - Paul McGinley - Damien McGrane - Rory McIlroy - Francesco Molinari - Colin Montgomerie (1996, 1997, 2001) - James Morrison - Jamie Moul - Garth Mulroy - George Murray - Christian Nilsson - Matthew Nixon - Thomas Nørret - Steven O'Hara - Thorbjørn Olesen - Gary Orr - Hennie Otto - Andrea Pavan - Phillip Price - Richie Ramsay | - Robert Rock - Ricardo Santos - Reinier Saxton - Marcel Siem - Jeev Milkha Singh - Joel Sjöholm - Lee Slattery - Tim Sluiter - Matthew Southgate - Richard Sterne - Graeme Storm - Andy Sullivan - Simon Thornton - Tjaart Van der Walt - Jaco Van Zyl - Anthony Wall - Paul Waring - Marc Warren - Romain Wattel - Steve Webster - Peter Whiteford - Danny Willett - Chris Wood - Fabrizio Zanotti - Matthew Zions Voormalige winnaars - Shane Lowry (2009) - Richard Finch (2008) - Brett Rumford (2004) - Patrik Sjöland (2000) - José María Olazabal (1990) Invitaties - Paul Cutler - John Daly - Chris Devlin - Dylan Frittelli - Shiv Kapur - Niall Kearny - Daniel Miernicki - Mark Murphy Nationaal/Regionaal - Eamonn Brady - Michael Collins - David Higgins - John G Kelly - Damian Mooney - Mark O'Sullivan - Mark Staunton - Barrie Trainor Amateurs - Alan Dunbar - Dermot McElroy - Patrick McCrudden - Harry Diamond |